# První lyonský koncil

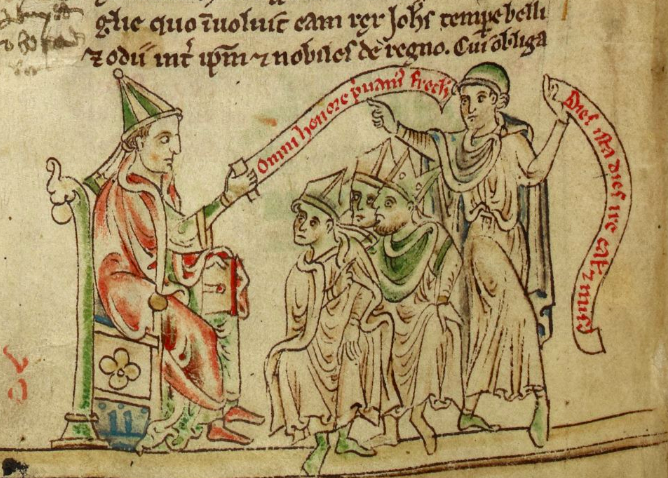

První lyonský koncil svolal papež Inocenc IV. na 24. června 1245 do Lyonu, první zasedání koncilu začalo 28. června. Účastníků koncilu bylo méně, než Inocenc očekával (asi 150). Koncilu se účastnili i latinští patriarchové Konstantinopole, Antiochie a Akvileje a několik evropských panovníků, včetně latinského císaře Balduina II.

## Historie
Ústředním tématem koncilu bylo sesazení římského císaře a krále Fridricha II., jednalo se tak o vyvrcholení dlouhodobého boje mezi Friedrichem a papežstvím. Po druhé exkomunikaci císaře, kterou vyhlásil Řehoř IX. roku 1239, a po papežově smrti (1243) vsadil císař své naděje do volby nového papeže, jímž se stal Inocenc IV. Sesazení císaře však měl Inocenc v plánu nejpozději od svého překvapivého útěku z Říma 29. června 1244, kdy mu již na jednotě s císařem nezáleželo.

## Průběh
Tadeáš ze Sessy, dlouholetý důvěrník císařův a jeho zástupce na koncilu, využil první příležitosti, aby předložil Fridrichovu nabídku ke smíření. Inocenc odpověděl nedůvěrou a odmítnutím, neboť císař dříve své slovo neplnil a nesnažil se odvrátit rozsudek koncilu nad císařem. K Fridrichovi byl do Verony vyslán jako posel Walter z Ocre, aby se vrátil v císařově doprovodu nebo s jeho instrukcemi. Papež se snažil ostatní přesvědčit, že císař nebojuje ve skutečnosti s ním, ale s celou církví. Na papežovu stranu se postavilo Španělsko, na císařovu Anglie.
Na druhém zasedání byly představeny další body obžaloby: pronásledování církve na Sicílii, heretické věroučné názory císařovy a především jeho kontakty se saracénskými vladaři, jeho údajný poměr se saracénskou dívkou a nemorální způsob života. Dále bylo císaři vytčeno zatýkání prelátů, kteří se chystali odjet do Říma na koncil svolaný Řehořem IX. Tadeáš se pokoušel císaře hájit a docílil pouze toho, že Inocenc poskytl císaři možnost, aby se 17. července sám před koncilem hájil.
Mezitím si papež zajistil plnou podporu kardinálů pro Friedrichovo sesazení a pro znění buly, která měla Fridricha odsoudit. Zároveň nechal sepsat 91 listin, které císaři i králové vystavili ve prospěch římské církve, mezi nimi i 35 privilegií přímo od Friedricha. Ty posléze posloužily jako důkazní materiál proti Fridrichovi a krom toho měly upevnit mocenské postavení římské církve a její hegemonii nad evropskými panovníky, které se papežové snažili podložit naukově.

## Závěry koncilu
Aniž by koncil na Friedricha nebo jeho vyslance čekal, sešel se 17. července k závěrečnému zasedání. Inocenc nechal vyhlásit konstituce, na nichž se účastníci koncilu usnesli. Tadeáš ještě jednou vystoupil a zpochybňoval mnohá privilegia, avšak s ohledem na nevyhnutelnost sesazení císaře a předem je spojoval s důvody pro neplatnost rozhodnutí koncilu.
Inocenc odmítl Tadeášovy námitky s poznámkou, že má před sebou všeobecný koncil a ohlásil sesazení císaře a uzavřel koncil vydáním buly proti císaři. Koncil nařídil novou křížovou výpravu (sedmou) pod vedením francouzského krále Ludvíka proti Saracénům a Mongolům. Mezi další důležitá rozhodnutí patřily odvody dvacetiny z každého obročí po tři roky na podporu Svaté země a odvody poloviny příjmu obročí, jejichž tituláři v nich nesídlili alespoň šest měsíců v roce, ve prospěch Latinského císařství.